# Cladomorphus cubensis
Cladomorphus cubensis är en insektsart som först beskrevs av Henri Saussure 1868.  Cladomorphus cubensis ingår i släktet Cladomorphus och familjen Phasmatidae. Inga underarter finns listade i Catalogue of Life.